# Cabeza de Bronce de Ife
Cabeza de Bronce de Ife o cabeza de Ife, es una de las dieciocho esculturas de aleación de cobre que se desenterraron en 1938 en Ife en Nigeria, el antiguo centro religioso y real del pueblo yoruba. Se cree que representa a un rey y probablemente se fabricó en el siglo XIV-XV d. C.
El realismo y la artesanía sofisticada de los objetos que se encontraron desafiaron las concepciones occidentales del arte africano. Las características naturalistas de las cabezas de Ife son únicas y las similitudes estilísticas de estas obras «sugieren que fueron hechas por un artista individual o en un solo taller».

## Descripción
Como la mayoría de los «bronces» de África Occidental, la pieza está hecha de cobre aleado con otros metales, descrito por el Museo Británico como «latón y zinc con mucho plomo». La práctica moderna en los museos y la arqueología consiste cada vez más en evitar términos como bronce o latón para los objetos históricos, en favor de «aleaciones de cobre» que lo abarca todo.
La cabeza está realizada con la técnica del moldeo a la cera perdida y tiene aproximadamente las tres cuartas partes del tamaño natural, con una altura de 35 cm. El artista diseñó la cabeza en un estilo muy naturalista. El rostro está cubierto de estrías incisas, pero los labios no están marcados. El tocado sugiere una corona de compleja construcción, compuesta por diferentes capas de cuentas en forma de tubo y borlas. Esta decoración es típica de las cabezas de bronce de Ife. La corona está rematada por una cresta, con un rosetón y un penacho que ahora está ligeramente doblado hacia un lado.
La superficie de la corona presenta restos de pintura roja y negra. La representación realista de las esculturas medievales de Ife es excepcional en el arte del África subsahariana, y en un principio se consideró la manifestación más temprana de una tradición que continuó en el arte yoruba, en el arte temprano de Benín y en otras piezas. Una excavación en Igbo-Ukwu en 1959 proporcionó evidencias científicas de una cultura de trabajo del metal establecida y artefactos de bronce que pueden fecharse en los siglos IX o X.

## Descubrimiento
La cabeza de Ife se encontró por casualidad en 1938 en el recinto de Wunmonije en la ciudad nigeriana de Ife, durante las obras de construcción de una casa, entre otras dieciséis cabezas de latón y cobre y la mitad superior de una figura de bronce. La mayoría de los objetos hallados en el recinto de Wunmonije y zonas vecinas acabaron en el Museo Nacional de Ife, pero unas pocas piezas salieron de Nigeria y ahora forman parte de las colecciones de importantes museos. Esta cabeza de Ifé en concreto fue sacada de Nigeria por el editor del Daily Times of Nigeria, H. Maclear Bate, quien probablemente la vendió al Fondo Nacional de Colecciones de Arte, que luego la cedió al Museo Británico en 1939.
El descubrimiento de las esculturas fue el acicate para que el gobierno controlara la exportación de antigüedades de Nigeria. Antes de lograrlo, esta cabeza llegó a Londres vía París y otras dos fueron enviadas a América. Los intentos de impedir nuevas exportaciones, impulsados por Leo Frobenius, se promulgaron con éxito en 1938, cuando las autoridades coloniales promulgaron una legislación. Frobenius, un etnólogo y arqueólogo alemán, fue uno de los primeros eruditos europeos en interesarse seriamente por el arte africano, especialmente el yoruba.

## Ife

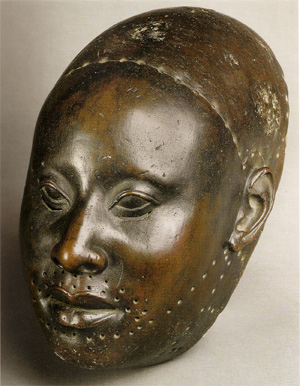
Máscara yoruba de cobre para el rey Obalufon II, realizada alrededor de 1300 d. C. descubierta en Ife. Actualmente se conserva en el Museo Nacional de Ife (Nigeria)

Se cree que la cabeza de Ife es un retrato de un gobernante conocido como Ooni u Oni. Probablemente se hizo bajo el patrocinio del rey Obalufon Alayemore, cuya famosa máscara facial naturalista de cobre a tamaño natural comparte rasgos estilísticos con esta obra. En la actualidad, los yoruba identifican a Obalufon como la deidad patrona de los fundidores de bronce. El periodo en el que se realizó esta obra fue una época de prosperidad para la civilización yoruba, basada en el comercio con los pueblos de África Occidental a través del río Níger. Los yoruba consideran Ife el lugar donde sus deidades crearon a los humanos.
Estas cabezas de bronce son prueba de un comercio adicional, ya que las cuentas de vidrio fabricadas en Ife se han encontrado en amplias zonas de África Occidental. Se cree que el cobre procede de minerales locales nigerianos, aunque estudiosos anteriores creían que procedía de Europa Central, el noroeste de Mauritania, el Imperio Bizantino o el sur de Marruecos.
Los vaciados en bronce podrían haber sido modelados a partir de esculturas de terracota contemporáneas Una larga tradición de esculturas de terracota con características similares existía en la cultura anterior a la fecha de creación de estas esculturas de metal. El marfil fue otro material utilizado con frecuencia en el arte africano.
La tradición escultórica de Ife es una de las diversas tradiciones artísticas de África Occidental, como la Bura de Níger (siglo III d. C.-siglo X d. C.), la Koma de Ghana (siglo VII d. C.-siglo XV d. C.), la Igbo-Ukwu de Nigeria (siglo IX d. C.-siglo X d. C.) y la Jenne-Jeno de Malí (siglo XI d. C.-siglo XII d. C.), que pueden haber sido moldeadas por la anterior tradición de terracota de arcilla de África Occidental de la cultura Nok del centro de Nigeria.

## Impacto en la historia del arte
Cuando Frobenius descubrió el primer ejemplo de una cabeza similar, socavó la idea que los occidentales tenían de la civilización africana. Los expertos no querían creer que África hubiera tenido alguna vez una civilización capaz de crear artefactos de esta calidad. Tratando de explicar lo que se consideraba una anomalía, Frobenius propuso su teoría de que éstas habían sido fundidas por una colonia de antiguos griegos establecida en el siglo XIII a. C. Hizo una afirmación, ampliamente difundida en la prensa popular, de que su hipotética antigua colonia griega podría ser el origen de la antigua leyenda de la civilización perdida de la Atlántida.
Actualmente se reconoce que estas estatuas representan una tradición indígena africana que alcanzó un alto nivel de realismo y refinamiento. Las cabezas de Ife a menudo se consideran un gran logro de la cultura africana y se cree que fueron hechas por un artista individual en un único taller.

## Influencia en la cultura contemporánea
Existe un uso generalizado de cabezas de Ife en logotipos y marcas de corporaciones e instituciones educativas nigerianas como la Universidad Obafemi Awolowo en Ife. Además la cabeza de Ife fue el símbolo de los Juegos Panafricanos de 1973 en Lagos.
La cabeza de Ife que conserva el Museo Británico se incluyó en 2010 en la gran exposición Kingdom of Ife: Esculturas de África Occidental, desarrollada en colaboración con la Comisión Nacional de Museos y Monumentos de Nigeria, el Museo de Arte Africano de Nueva York y el Museo Británico. La exposición formaba parte de una serie de actos que conmemoraban el 50 aniversario de la independencia de Nigeria. En 2011, la cabeza de Ife se incluyó en el programa del Museo Británico y la BBC Radio 4, Una historia del mundo en cien objetos consistente en una serie de cien emisiones radiofónicas, dirigidas y presentadas por Neil MacGregor, director del Museo Británico.

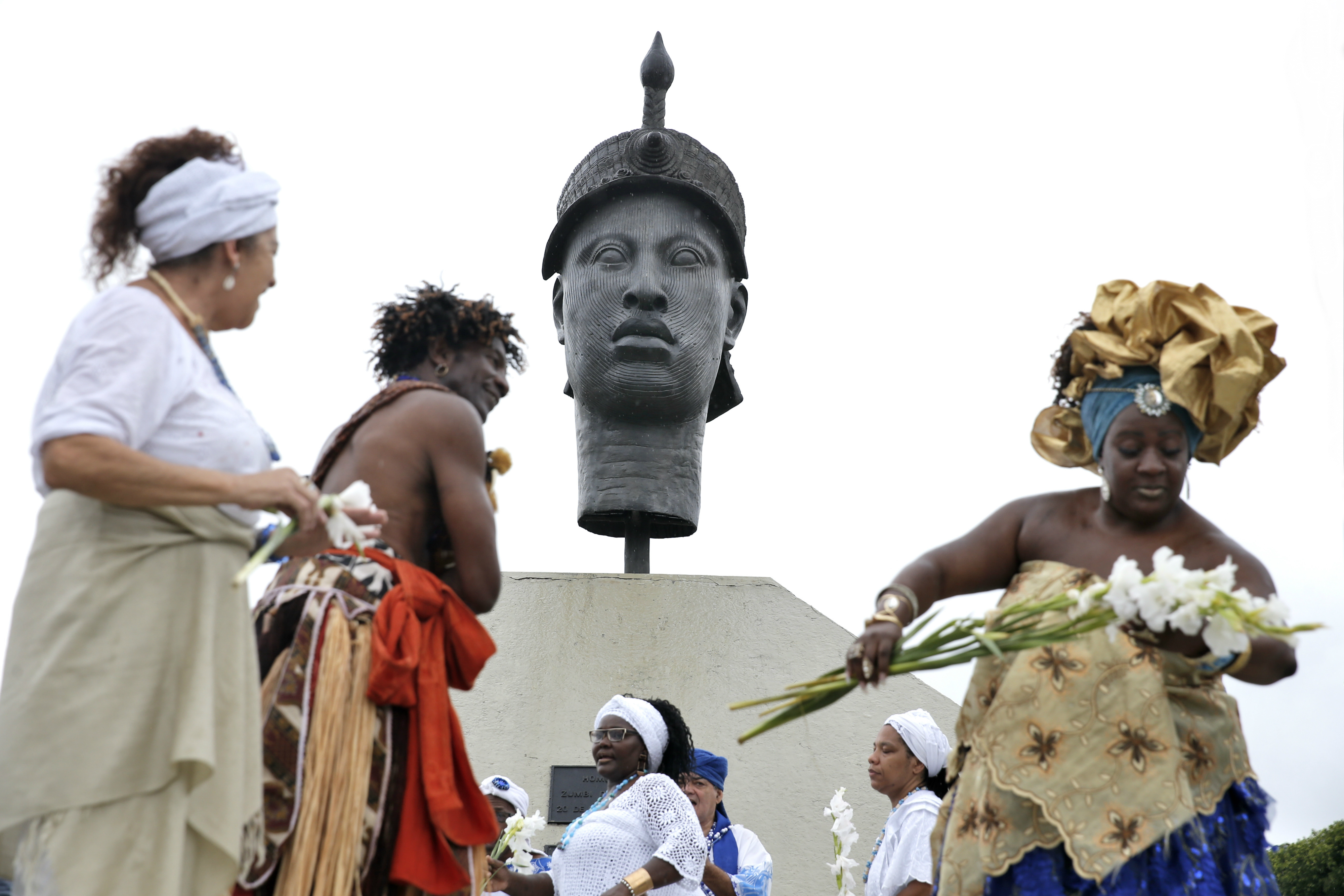
Celebrando el Día de la Conciencia Negra en 2017 en el Monumento Zumbi dos Palmares en Río de Janeiro (Brasil).